# Gordonia marginata
Gordonia marginata là một loài thực vật có hoa trong họ Theaceae. Loài này được (Korth.) Endl. ex Walp. mô tả khoa học đầu tiên năm 1845.